# Brejanovce
Brejanovce (cyr. Брејановце) – wieś w Serbii, w okręgu jablanickim, w mieście Leskovac. W 2011 roku liczyła 303 mieszkańców.